# Сані Ріфаті
Сані Ріфаті (народився у Приштині) — ромський танцюрист, музикант та правозахисник, родом із Косово.

## Життєпис
Дитинство він провів у ромському районі у Приштині. Вже в дитинстві виступав у складі місцевого ромського гурту, а також був барабанщиком у сербському гурті. Він славився виступами ромського танцювального колективу «Хелен», який виступав на югославських сценах. Як двоюрідний брат відомої ромської співачки зі Скоп'є — Есми Реджепової, — він мав можливість розвивати свої навички під керівництвом майстрів танцю з Шуто-Оризарі. Він демонстрував свої навички на танцювальних майстернях ромів, організованих у Флоренції, де він жив з 1988 року. На той час він організовував виступи ромських колективів у Флоренції.
Під час війни у Косово 1999 року Ріфаті вирушив до Бриндізі, де організував допомогу ромським біженцям, які тікали з Косова до Італії.
Наразі він живе у Каліфорнії, де проводить танцювальні майстер-класи та керує благодійною просвітницькою організацією «Голос рома». Виступав у шоу «Прокляття на циганах», яке транслювалося на каналі « History».